# Мідні рудопрояви Середнього Побужжя
Мідні рудопрояви Середнього Побужжя — розташовані в межах Братського рудного району Звенигородсько Братської СМЗ виявлено два рудопрояви міді — Підгороднянський та Мигійський, які можуть бути віднесені до гідротермального типу мідної мінералізації у зонах дроблення. Прожилково-вкраплена халькозин-халькопіритова мінералізація цих проявів приурочена до зон катаклазу в межах Первомайського глибинного розлому і супроводжується окварцюванням і діафторезом вміщуючих порід. Вміст міді, за даними спектрального аналізу, коливається від 0,23 до 1,0 %. Зони мінералізації супроводжуються геохімічними та шліховими аномаліями олова, цинку, срібла, свинцю, ртуті та золота. Перспективи не визначено.